# الطاهر بن عائشة
الطاهر بن عائشة (1925 واد سوف - 02 يناير 2016) إعلامي جزائري دشّن مساره المهني منذ أربعينيات القرن الماضي، وانضم لحزب جبهة التحرير الوطني وقاوم الاحتلال الفرنسي، وأنتج برامج وثائقية وسياسية عديدة.

## سيرته
ولد الإعلامي الجزائري الطاهر بن عائشة في مدينة قمار التابعة لولاية وادي سوف عام 1925.

### الدراسة والتكوين
بدأ دراسته في الكتّاب القرآني، ثم أنهى مرحلة التعليم الأساسية، وانتقل بعدها عام 1942 إلى جامع «الزيتونة» بتونس، وعاد إلى الجزائر العاصمة بداية عام 1949.

### التوجه السياسي
تبنى الطاهر بن عائشة الاشتراكية ودافع عنها، وقال عنها "إن الاشتراكية جميلة ومعدنها طيب، إنها تعني في النهاية الحق المتساوي من الشمس على البشرية جمعاء، ثم إن الاشتراكية مذهب كل العظماء من الكتاب والشعراء، قد يستحيل أن تكون ليبراليا وتفكر في قوت الفقراء"، انتمى الطاهر بن عائشة لحزب الشعب الجزائري، ثم ما لبث أن التحق بجبهة التحرير الوطني بعد اندلاع حرب الاستقلال عام 1954.

### التجربة الاعلامية
مع بداية الخمسينيات بدأ اهتمامه بالقضايا السياسية، وأبدى تعاطفا كبيرا مع الأفكار الشيوعية، كما شارك في العمل المسلح ضد الاحتلال الفرنسي.
وعند استقلال الجزائر فضّل الطاهر بن عائشة العمل في قطاع التعليم على العمل لدى الإدارة.
بدأ الطاهر بن عائشة مسيرته الإعلامية منذ أربعينيات القرن الماضي، ونشر عدة مقالات في صحف ومجلات من بينها «عصا موسى» التي كان هو مؤسسها، و«ثورة وعمل» اللسان الناطق باسم الاتحاد العام للعمال الجزائريين بعد الاستقلال.
ثم ما لبث أن دشن مساره الوثائقي عبر حلقات تلفزيونية ركزت على حقوق العمال، بعدها انطلق في هذا المجال، حيث أنتج عدة برامج تؤرخ وتوثق الحضارة الإسلامية.
سافر إلى مناطق عدة، بينها الاتحاد السوفياتي وأماكن عديدة بالقارة الأفريقية، كما أنجز برامج وثائقية عن الزوايا في الجزائر.

### الوفاة
توفي الطاهر بن عائشة في 02 يناير 2016 بالجزائر العاصمة عن عمر ناهز تسعين عامًا.